# Acantilado Lobos
Das Acantilado Lobos ist ein Kliff im Norden der Livingston-Insel im Archipel der Südlichen Shetlandinseln. Auf der Ostseite des Kap Shirreff, dem nördlichen Ausläufer der Johannes-Paul-II.-Halbinsel, ragt es östlich des Punta Lobos auf.
Wissenschaftler der 45. Chilenischen Antarktisexpedition (1990–1991) benannten sie nach den hier ortsansässigen Pelzrobben (spanisch lobos finos).